# 梁园东
梁园东（1901年—1968年），原名佩衮，字公宇，1927年改名园东，男，山西忻县人。民国与共和国时期历史学家，教育家。

## 生平
1916年，考入山西省立第一中学。
1922年，考入北京大学哲学系。
1925年，加入中国共产党。
1926年，自北京大学毕业。在山西省立国民师范学校任教师，并秘密组织共产党在山西省的活动。
1927年，蒋介石发起“清党运动”。阎锡山也成立“清党委员会”。梁园东逃到上海避难。从此脱离共产党组织。
到达上海后，先后在上海劳动大学、浦东中学、大东书局任职，最后在大夏大学出任历史系教授兼系主任。
1937年七七事变后，日军侵犯上海。随大夏大学西迁抵达贵阳。
1940年，因不满国民党当局查禁自己所创办的刊物，离开大夏大学，前往湖南国立师范学院任教。
1943年，因与校方产生矛盾，随即前往四川白沙国立女子师范学院任教。
1944年，因聘期已满，前往武汉大学任教。
1946年8月，随武汉大学由乐山迁回武昌。
1947年5月30日夜，国民党当局镇压武汉大学学生发起的“和平促进会”。随后在次日凌晨，梁园东、缪浪三、金克木等武汉大学教授与数十名学生被国民党当局逮捕，另有三名学生死亡。此为“六一惨案”。经过多方营救，梁园东等人获释。
1949年，主持成立“武汉史学会”。
1950年8月，接受山西大学校长邓初民的邀请，返回太原，担任历史系教授兼师范学院院长。
1953年，山西大学解体。出任山西师范学院院长。
1956年，担任九三学社太原分社主任委员。
1957年末，在“反右”运动中被打为右派。降级撤职。只保留山西省政协常委的身份。
1960年，摘掉右派帽子，恢复原级。在此前后患上半身不遂，右手无法写字。
1966年，“文化大革命"开始后，返回家乡。
1968年初，突发脑溢血，于1月30日在忻县医院逝世。
1978年4月25日，山西省政协和中共山西省委统战部联合为梁园东举行追悼会。

## 学术成就

### 译介西辽史
俄国学者布莱资须纳德（Bretschneider）于1888年以英语出版《中世纪研究》（Mediaeval Researches From Asiatic sources）一书。其中的一部分介绍了西辽史料。梁园东将该书中关于西辽的部分译成中文，并搜集前人研究成果，详加注释。于1933年由商务印书馆出版《西辽史》一书。此书是近代中国学者研究西辽史之始.

### 社会史论战
从20世纪20年代末开始，中国学术界对于中国的社会性质、中国社会具体形态、中国农村社会性质等一系列问题进行了大规模的论战。在此期间，梁园东与陶希圣、郭沫若等人展开了论辩，提出了“农村商业社会说”、“历史发展各阶段论”、“古史分期说”等学术观点。

### 编篡历史教科书
梁园东从事教学30余年，编有《初中本国历史教本》（1930年大东书局出版）、《外国史》（1933年世界书局出版）、《本国现代史》（1933年世界书局出版）、《中国政治社会史》（1954年上海群联出版社出版）。

## 著作
梁氏一生笔耕不辍，著述颇丰。以下仅列出近年来重新出版的著作。其余著作可参见朱晓凤：《梁园东先生年谱》，载《梁园东史学成就述论》，2018年兰州大学硕士学位论文。
- 《梁园东史学论集》，三晋出版社2017年版。
- 《西辽史》，（俄）布莱资须纳德著；梁园东译，山西人民出版社2015年版。
- 《中国政治社会史》，三晋出版社2017年版。
- 《中国社会发展论集》，三晋出版社2017年版。
- 《中国原始时代的图腾氏族》，三晋出版社2017年版。